# Cerro de los Ángeles
Cerro de los Ángeles (tj. „Hora andělů“) je proslulá hora nacházející se v Getafe ve Španělsku asi 10 km jižně od Madridu. Místo je slavné tím, že je považováno za geografický střed Pyrenejského poloostrova.
Hora se tyčí do výšky 666 m n. m., má základnu v 610 metrech. Okolí hory, které je rovné do všech směrů, nabízí nádherné panoramatické výhledy na Madrid, Getafe a okolní krajinu. Svahy hory jsou obrostlé borovicí přímořskou a nacházejí se zde parky, prameny, stezky, bar a fotbalový areál.

## Stavby na vrcholu

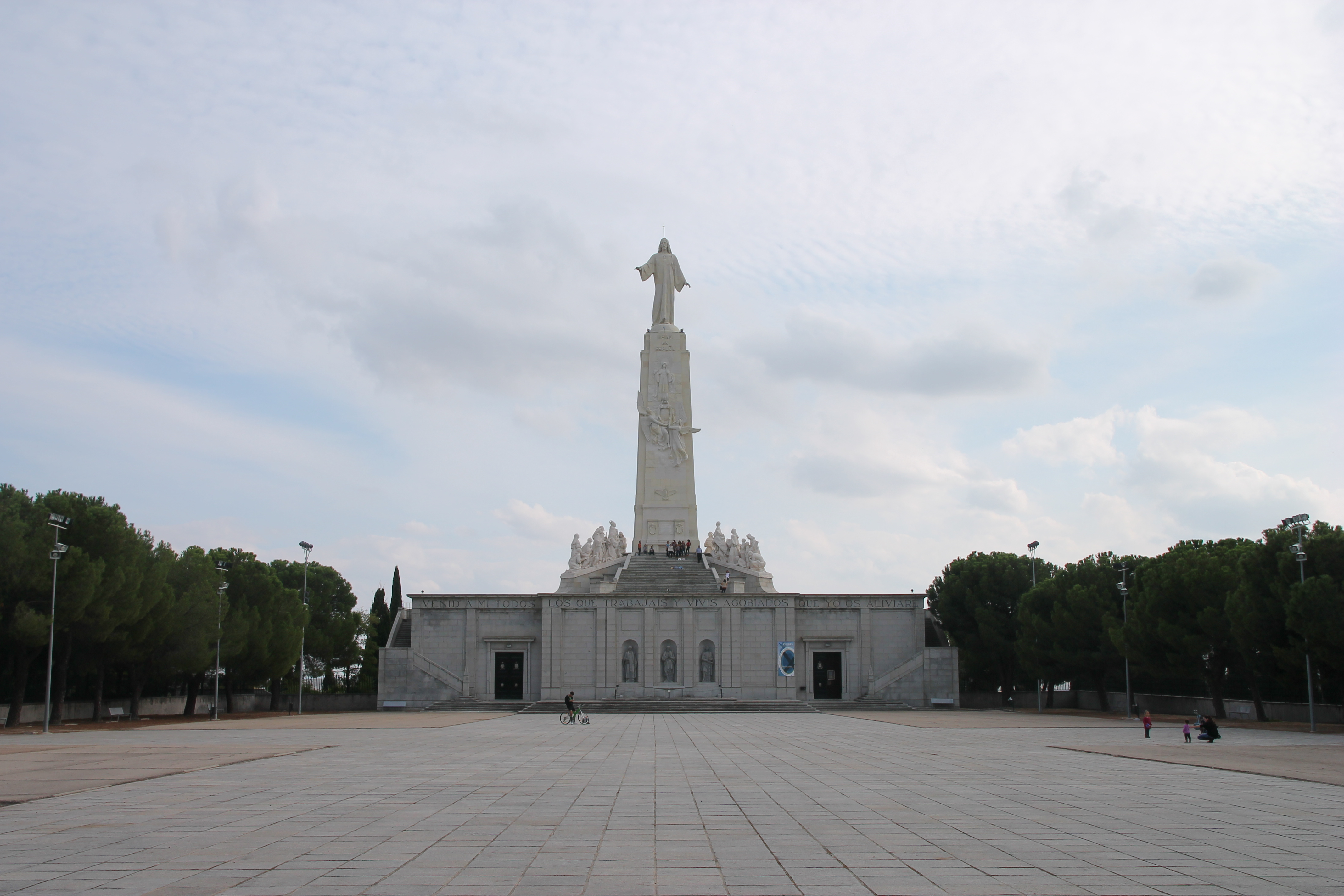
Pomník postavený po španělské občanské válce obklopující kostel, který je jeho základem

Na vrcholku hory se nachází klášter ze 14. století pojmenovaný Nuestra Señora de los Ángeles („Panna Marie Andělská“) a dále také pomník Monumento al Sagrado Corazón (tj. „Pomník Nejsvětějšího Srdce Ježíšova“), postavený v roce 1919 pro zemi a inaugurován králem Alfonsem XIII.
Během španělské občanské války došlo na hoře k několika bitvám, které měly za následek zničení původního pomníku. Známky válečného poškození jsou patrné na pomníku Sagrado Corazón a také i na zdech kláštera.
Po válce vláda přesunula zbytky pomníku na druhou stranu esplanády a za pomoci veřejných příspěvků jej přestavěla na větší verzi s podzemním kostelem. V památníku je umístěna socha patronky Panny Marie z Getafe (španělská města mají často své vlastní městské Panny Marie), díky které je oblíben a velmi často navštěvován obyvateli Getafe.
Na vrcholku hory se vedle kláštera nachází také rozhlasová vysílací věž. Diecézní seminář se nachází u kláštera.